# 12923 Zephyr
12923 Zephyr eller 1999 GK4 är en asteroid i huvudbältet som upptäcktes den 11 april 1999 av LONEOS vid Anderson Mesa Station. Den är uppkallad efter Zephyr i den grekiska mytologin.
Asteroiden har en diameter på ungefär 2 kilometer och den tillhör asteroidgruppen Apollo.